# Talisay (Negros occidental)
Pour les articles homonymes, voir Talisay.
Talisay est une localité de la province du Negros occidental, aux Philippines. En 2015, elle compte 102 214 habitants.